# باینشت
باینشت (به آلمانی: Bienstädt) یک شهر در آلمان است که در گوتا واقع شده‌است. باینشت ۷۴۸ نفر جمعیت دارد.